# Superpuchar Polski 1992
La 7ª edizione della Supercoppa di Polonia  si è svolta il 2 agosto 1992. Allo Stadion Zagłębie Lubin di Lubin si scontrano il Lech Poznań, vincitore del campionato e il Miedź Legnica, vincitore della coppa nazionale.
A vincere il trofeo è stato, per la seconda volta nella sua storia, il Lech Poznań.

## Tabellino
| Arbitro: | Wit Żelazko |

|                                                  |           |                         |
| Moskal 55’ Podbrożny 57’ Rzepka 62’ Trzeciak 68’ | Marcatori | 14’ Kochanek 18’ Górski |